# Cercestis kamerunianus
Cercestis kamerunianus är en kallaväxtart som först beskrevs av Adolf Engler, och fick sitt nu gällande namn av Nicholas Edward Brown. Cercestis kamerunianus ingår i släktet Cercestis och familjen kallaväxter. IUCN kategoriserar arten globalt som livskraftig. Inga underarter finns listade.